# Nombre de Keith
En teoria de nombres, un nombre de Keith (en anglès també anomenat Repfigit number, de Repetitive Fibonacci-like digit) és un nombre natural {\displaystyle n} en una determinada base {\displaystyle b} amb {\displaystyle k} dígits tal que quan es crea una seqüència on els primers {\displaystyle k} termes corresponen als {\displaystyle k} dígits de {\displaystyle n} i cada terme subseqüent és la suma dels {\displaystyle k} termes anteriors, llavors {\displaystyle n} és part de la seqüència.
Podeu trobar un subgrup amb els que són primers, a l'OEIS A048970.
Per exemple, si es vol comprovar si el nombre 197 és un nombre de Keith, es començarà la successió amb {1, 9, 7}. Per calcular cada nombre següent, es calcula la suma dels 3 dígits anteriors, ja que 197 té 3 dígits. El resultat és el següent:
1, 9, 7, 17, 33, 57, 107, 197, 361, ...
Com que la successió conté el nombre inicial, és un nombre de Keith.
Els nombres de Keith van ser intrudïts pel matemàtic Mike Keith l'any 1987. Són computacionalment molt difícils de trobar, ja que no es coneix cap tècnica general per trobar nombres de Keith excepte mitjançant una cerca exhaustiva. Per això, només se'n coneixen un centenar.

## Definició
Consideri's {\displaystyle n} com un nombre natural, on {\displaystyle k=\lfloor \log _{b}{n}\rfloor +1} és el nombre de dígits del nombre en base {\displaystyle b}, i 
{\displaystyle d_{i}={\frac {n{\bmod {b}}^{i+1}-n{\bmod {b}}^{i}}{b^{i}}}}
correspon al valor de cada dígit del nombre.
Defineixi's una relació de recurrència lineal {\displaystyle S(i)} tal que per {\displaystyle 0\leq i<k},
{\displaystyle S(i)=d_{k-i-1}}
i per {\displaystyle i\geq k},
{\displaystyle S(i)=\sum _{j=0}^{k}S(i-k+j)}.
Si existeix un índex {\displaystyle i} tal que {\displaystyle S(i)=n}, llavors {\displaystyle n} és un nombre de Keith.
Per exemple, 88 és un nombre de Keith en base 6, ja que
{\displaystyle S(0)=d_{3-0-1}=d_{2}={\frac {88{\bmod {6}}^{2+1}-88{\bmod {6}}^{2}}{6^{2}}}={\frac {88{\bmod {2}}16-88{\bmod {3}}6}{36}}={\frac {88-16}{36}}={\frac {72}{36}}=2}
{\displaystyle S(1)=d_{3-1-1}=d_{1}={\frac {88{\bmod {6}}^{1+1}-88{\bmod {6}}^{1}}{6^{1}}}={\frac {88{\bmod {3}}6-88{\bmod {6}}}{6}}={\frac {16-4}{6}}={\frac {12}{6}}=2}
{\displaystyle S(2)=d_{3-2-1}=d_{0}={\frac {88{\bmod {6}}^{0+1}-88{\bmod {6}}^{0}}{6^{0}}}={\frac {88{\bmod {6}}-88{\bmod {1}}}{1}}={\frac {4-0}{1}}={\frac {4}{1}}=4}
i la seqüència obtinguda
{\displaystyle S(i)=\{2,2,4,8,14,26,48,88,162,\ldots \}}
conté {\displaystyle S(7)=88}.

### Cerca de nombres de Keith
Es desconeix si existeix un nombre infinit de nombres de Keith en base decimal. Segons Keith, en base 10 es poden trobar de mitjana {\displaystyle \textstyle {\frac {9}{10}}\log _{2}{10}\approx 2.99} nombres de Keith entre potències de 10 consecutives.

## Grups de Keith
Un grup de Keith és un conjunt de nombres de Keith tal que tots els nombres són múltiples del més petit del grup. En base decimal, només es coneixen tres grups; (14, 28), (1104, 2208), i (31331, 62662, 93993), i es conjectura que no n'existeix cap altre.